# Решёты (Красноярский край)
Решёты (также Решоты) — бывшее лагерное поселение в Красноярском крае на территории нынешнего Нижнеингашского района.

## География
Находилось недалеко от места впадения реки Решёты в Пойму, в 4 км севернее Канифольного.

## История
В 1940—1950 годах в поселении находился лагерь НКВД, в котором содержались политические заключённые и уголовные преступники. 
Заключённые прибывали на станцию Решоты в Нижней Пойме, а затем переправлялись на работы в поселение. В лагере находились финны, литовцы, калмыки, украинцы и представители других национальностей. 
Из лагеря периодически совершались побеги, некоторые заключённые этапировались в другие лагеря, затем возвращались. 
Связь со свободой осуществлялась перепиской, и заключённые писали на чём угодно, вплоть до берёсты.